# Universitat Estatal de Sant Petersburg
La Universitat Estatal de Sant Petersburg (en rus Санкт-Петербургский государственный университет [СПбГУ], Sankt-Peterburgski gosudàrstvenni universitet [SPbGU]) és una institució d'educació superior russa propietat de l'estat, amb seu a la ciutat de Sant Petersburg. És una de les universitats més antigues, grans i prestigioses de Rússia, ja que compta amb 9 premis Nobel i el curs 2023-2024 té 26.000 alumnes matriculats i més de 12.000 treballadors, entre personal d'administració i personal docent.
Està formada per 24 facultats especialitzades, 13 instituts d'investigació i una càtedra de Cultura Física i Esports. La universitat té dos campus principals: un a l'illa Vassílievski i l'altre a la localitat de Peterhof. Durant el període soviètic, era designada amb el nom d'Universitat Estatal de Leningrad (Ленингра́дский госуда́рственный университе́т, Leningradski gossudàrstvenni universitet). Va rebre el nom d'Andrei Jdànov el 1948 i va ser eliminat el 1989 durant la Perestroika, mentre que el nom de Leningrad fou substituït oficialment pel de Sant Petersburg el 1992.

## Rànquings
En el sistema de ràquins internacionals, la universitat estava classificada en el 39è lloc en el The Three University Missions Ranking del 2023, en el 652è lloc en l' U.S. News & World Report del 2023, en el 242è lloc pel QS World University Rankings del 2022, entre els llocs 601-800 en el Times Higher Education World University Rankings, i entre els llocs 301 i 400 en el Rànquing de Xangai del 2021.

## Campus
La universitat s'organitza al voltant de dues ubicacions: a l'illa Vassílievski, al centre històric de Sant Petersburg, i a la localitat de Peterhof, dins del districte de Petrodvortsovi als sud-oest, que està connectada amb tren des de l'estació de ferrocarril del Bàltic. Els edificis principals de la universitat es troben als Dotze col·legis de l'illa Vassílievski.

## Divisió administrativa
La universitat inclou vint-i-quatre facultats i escoles superiors:
- Facultat d'Arts
- Facultat d'Arts i Ciències Liberals
- Facultat de Biologia i Pedologia
- Facultat de Química
- Facultat de Dret
- Facultat d'Economia
- Facultat d'Educació Militar
- Facultat de Geografia i Geoecologia
- Facultat de Geologia
- Facultat d'Història
- Facultat de Matemàtiques i Mecànica
- Facultat de Matemàtiques Aplicades
- Escola de Medicina
- Facultat d'Estudis orientals
- Facultat de Filologia
- Facultat de Filosofia
- Facultat de Física
- Facultat de Psicologia
- Facultat de Relacions Internacionals
- Facultat de Ciències polítiques
- Facultat de Sociologia
- Facultat d'Odontologia i Tecnologies Mèdiques
- Escola Superior de Direcció
- Escola de Periodisme i Comunicació de masses, amb:
  - Facultat de Comunicació Aplicada
  - Facultat de Periodisme

## Museus
Des del 2021, la Universitat és membre de la Unió de Museus Russos i compte amb vuit museus, un herbari i un jardí botànic.
- Museu d'Història de la Universitat de Sant Petersburg
- Museu i arxius Dmitri Mendeléiev
- Museu Vladímir Nabókov
- Museu d'Art Modern Diaghilev[11]
- Museu d'Història de la Física i les Matemàtiques
- Museu de Mineralogia
- Museu de Paleontologia
- Museu de Petrografia

## Història

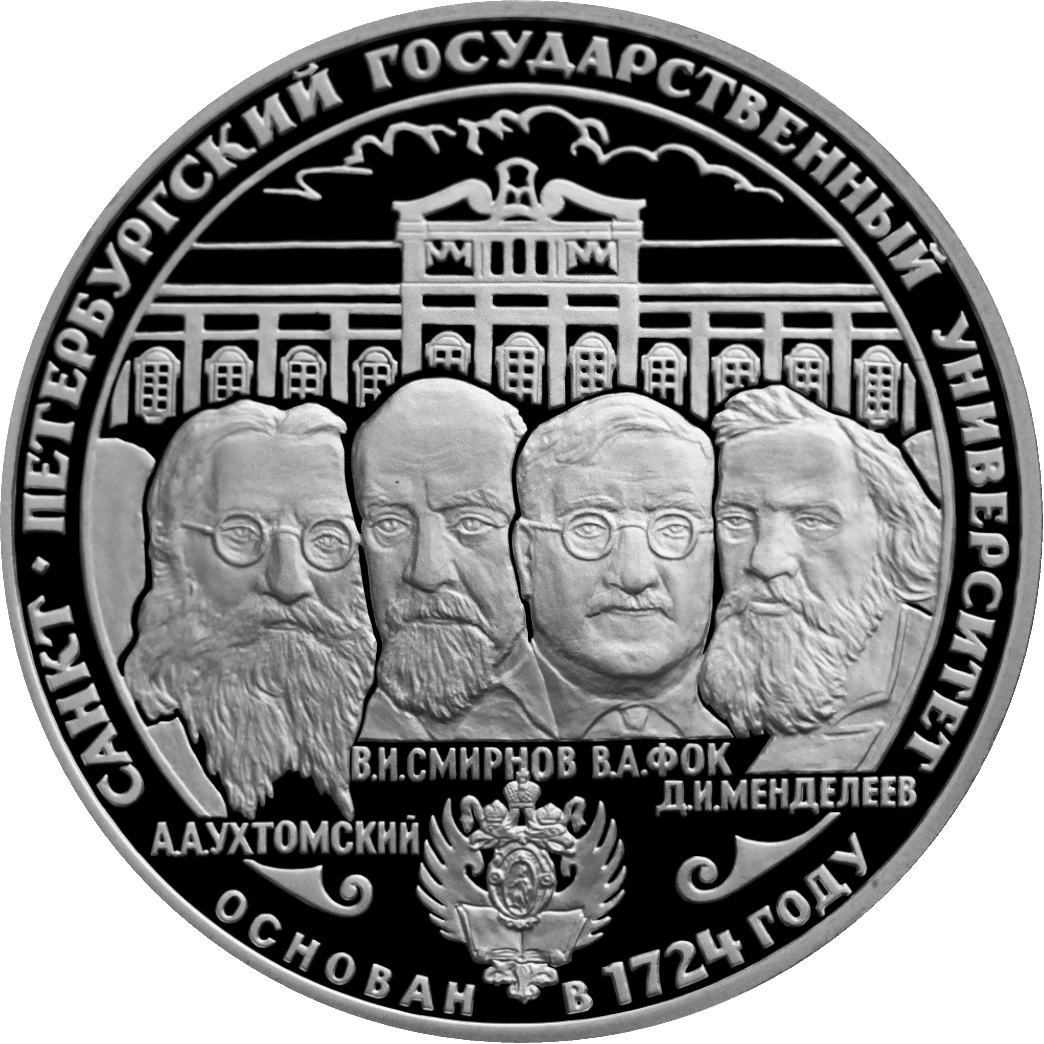
Medalla commemorativa del 250è aniversari de la universitat

La universitat considera que la seva data de fundació és el 24 de gener de 1724 (calendari julià) quan Pere el Gran la va establir per decret del senat l'Acadèmia de Ciències de Sant Petersburg. La Universitat Estatal de Moscou va ser fundada l'any 1755.

### Fins 1917
La Universitat de Sant Petersburg va deixar de funcionar entre el 1804 i 1819, perquè la nova normativa aprovada per l'Acadèmia de Ciències va decidir deixar de tenir establiments educatius al seu càrrec. Aleshores es va fundar l'Institut Pedagògic de Sant Petersburg i es va establir als Dotze Col·legis.
El 8 de febrer de 1819 (calendari julià), Alexandre I va canviar el nom de la institució a Universitat de Sant Petersburg i la va reorganitzar en tres facultats: la Facultat de Filosofia i Dret, la Facultat d'Història i Filologia i la Facultat de Física i Matemàtiques. Va rebre el títol d'Universitat Imperial de Sant Petersburg el 1821. L'Institut Pedagògic Principal (on va estudiar Dmitri Mendeléiev) va ser restaurat el 1828 com a institució educativa independent de la Universitat de Sant Petersburg, i va formar professors fins que finalment va ser tancat el 1859.
El 1823, gran part dels estudis es van traslladar des de les instal·lacions dels Dotze Col·legis a la vora del riu Fontanka. El 1829, la universitat ja tenia dinou professors i 169 estudiants a temps complet. El 1830, el tsar Nicolau I va retornar els Dotze Col·legis a la universitat. A partir de 1835 es va aplicar una nova carta amb la fundació d'una facultat de Dret, una facultat d'Història i Filologia, mentre que l'existent facultat de Física i Matemàtiques es va fusionar amb la facultat de Filosofia.
Després dels fets revolucionaris de 1848 a Europa, el senat va decretar que el rector havia de ser nomenat pel ministre d'educació pública, en lloc de ser elegit dins de l'acadèmia de professors de la universitat, fet que va provocar una profunda reacció per part del claustre. No obstant això, encara va ser nomenat Piotr Pletniov, que va constituir el mandat més llarg de la universitat (de 1840 a 1861).
L'any 1855, els estudis orientals es van separar de la facultat d'Història i Filologia i es van constituir en una quarta facultat anomenada Facultat de Llengües Orientals, fundada el 27 d'agost de 1855. L'any 1859 les noies podien assistir a classes, sense tanmateix ser estudiants a temps complet. El 1861, ja hi havia 1.270 estudiants a temps complet i 167 estudiants a temps parcial. La facultat de Dret amb 498 estudiants constituïa la facultat més gran. Els disturbis estudiantils de 1861-1862 van provocar que les autoritats tanquessin la universitat dues vegades. Les classes públiques es van prohibir i els estudiants eren vigilats per la policia. Els oponents més actius varen ser expulsats. L'any 1865 només hi restaen 524 estudiants.
Un ucàs del tsar Alexandre II aprovat el 18 de febrer de 1863 va restiuir el dret de l'assemblea universitària d'elegir el rector. També va establir la nova facultat de Teoria i Història de l'Art com a part de la facultat d'Història i Filologia. L'any 1896 es varen graduar 2.588 estudiants.
L'any 1880, el Ministeri d'Ensenyament Públic va prohibir que les persones casades es matriculessin a la universitat. L'any 1882 es varen tornar a produir protestes, per la qual cosa el Ministeri va decidir tornar a atorgar-se la potestad de nomenar el rector a partir de 1884. L'1 de març de 1887 (a l'antic) es deté un petit grup d'estudiants que es disposaven a fomentar un atac contra l'emperador. La política del govern és cada cop més dura i l'admissió a la universitat està subjecta a condicions cada cop més restrictives.
L'1 de març de 1887 (calendari Julià), un grup d'estudiants universitaris va ser arrestat mentre planejaven un atemptat contra Alexandre III. Com a resultat, el 1887 el ministre d'Ensenyament Públic, Ivan Deliànov, va aprovar noves regles d'admissió a escoles i universitats, que prohibien l'admissió a la universitat a persones d'origen no noble, tret que tinguessin un talent extraordinari.
El 1894, un total de 9.212 estudiants s'havien graduat a la universitat. El 24 de març de 1896 (calendari Julià) Aleksandr Popov va demostrar públicament, al campus de la universitat, la transmissió d'ones de ràdio per primera vegada a la història. Durant la revolució de 1905 la universitat va tancar diverses vegades i finalment el 1911 li va ser novament revocada l'autonomia universitària, fet que va provocar el descontentament d'una bona part del professorat que es va veure obligat a dimitir i la universitat va tornar a tancar temporalment.
Quan la capital de l'imperi va passar a anomenar-se Petrograd a l'inici de la Primera Guerra Mundial, la universitat es va convertir en la Universitat Imperial de Petrograd. A Perm s'obre un annex de la universitat, que forma la base de la futura Universitat de Perm.
L'Assemblea de professors de la Universitat va acollir obertament la Revolució de Febrer de 1917, que va posar fi al règim imperial, i la universitat va perdre el seu epítet d'imperial. Tanmateix, després de la Revolució d'Octubre el personal i l'administració de la universitat es van mostrar contraris a les noves mesures del Comissariat Popular d'Educació i reticents a cooperar-hi. Més tard, entre 1917 i 1922, durant la Guerra Civil russa, part del personal sospitós de simpaties contrarevolucionàries va patir presó (com Lev Sxerba el 1919), execució o exili a l'estranger (com Nikolai Losski) en els anomenats vaixells dels filòsofs el 1922.
El 1918, la universitat va passar a anomenar-se 1a Universitat Estatal de Petrograd, i el 1919 el Comussariat Popular d'Educació la van fusionar amb el 2n PSU (antic Institut Psiconeurològic) i el 3r PSU (antic Cursos Superiors per a Dones de Bestújev). El mateix any es va inaugurar una facultat de Ciències Socials en substitució de la facultat d'Història i Filologia, la facultat de Llengües Orientals i la facultat de Dret. Nikolai Marr es va convertir en el primer degà de la nova facultat i el químic Aleksei Favorski es va convertir en el degà de la Facultat de Física i Matemàtiques. Es van establir rabfaks, així com cursos gratuïts com a base per obrir-se a una educació massiva. A la tardor de 1920, tal com va observar l'estudiant de primer any Alice Rosenbaum (Ayn Rand), la matrícula estava oberta i la majoria dels estudiants eren anticomunistes. En veure que estaven educant «enemics de classe», l'any 1922 es va dur a terme una depuració basada en els antecedents de classe dels estudiants, i tots els estudiants, excepte els més grans, d'origen burgès van ser expulsats.
El 1924 la universitat va ser rebatejada, igual que la ciutat que l'acollia, com a Universitat de Leningrad. Una purga dirigida als historiadors va tenir lloc durant el que es coneix com l'Afer de l'Acadèmia el 1929-1930 com tants d'altres que van afectar els cercles intel·lectuals dels anys trenta. Els professors Serguei Platónov, Ievgeni Tarle i Borís Grékov, entre d'altres, van ser detinguts. Altres van ser empresonats o executats durant la Gran Purga de 1937-1938.
Durant el terrible setge de Leningrad a la Segona Guerra Mundial, molts estudiants i personal van morir de fam. La universitat va ser finalment evacuada a Saràtov el 1942 i una part instal·lada a Ielàbuga. El 1944, el Soviet Suprem de la Unió Soviètica va concedir a la universitat l'Orde de Lenin en reconeixement de la seva valentia i en homenatge a la seva contribució a la ciència i la cultura. El 1948, la universitat va prendre el nom d'Andrei Jdànov per decisió del govern soviètic, aquesta decisió va ser revocada l'any 1989 durant la Perestroika.
El 1966, el Consell de Ministres de la Unió Soviètica va decidir construir un campus suburbà a l'actual Peterhof per allotjar-hi les facultats de Matemàtiques i Ciències Naturals. El trasllat de les facultats es va acabar a la dècada del 1990. El 1969, el mateix Consell de Ministres va concedir a la universitat l'Orde de la Bandera Roja del Treball.

### Avui dia
El rector de la universitat Nikolai Krópatxev va signar el 2022 una carta de suport a la invasió russa d'Ucraïna. I al mes de març, la mateixa universitat va expulsar 13 estudiants que havien protestat contra aquesta invasió.
En resposta a la invasió russa, el mateix mes la Universitat de Ciències Aplicades d'Hamburg i la Universitat de Bremen van suspendre les relacions de llarga durada amb la universitat, la Universitat de Dartmouth va deixar d'executar el programa d'estudis de rus a l'estranger a la seva universitat, i l'Aliança Global en Gestió Educativa - CEMS també va suspendre la seva associació amb l'Escola Superior de Direcció d'aquesta universitat. A més a més, la xarxa d'universitat europees Grup Coïmbra va expulsar la universitat i l'Associació d'Universitats Europees va suspendre els membres russos. L'associació d'estudiants estatunidenca Consell Internacional d'Intercanvi Educatiu va aturar els seus programes a la universitat i va traslladar els estudiants a altres universitats no russes.

## Personalitats vinculades a la universitat

### Rectors
1819–1821 : Mikhaïl Baluguianski
1821–1825 : Evdokim Ziàblovski
1825–1836 : Antoine Jeudy Dugour
1836–1840 : Ivan Xulguín
1840–1861 : Piotr Pletniov
1861–1863 : Aleksandr Voskressenski
1863–1865 : Heinrich Lenz
1865–1867 : Aleksandr Voskressenski
1867–1873 : Karl Kessler
1873–1876 : Piotr Redkin
1876–1883 : Andrei Bekétov
1883 (1884)–1887 : Ivan Andreievski
1887–1890 : Mikhaïl Vladislàvlev
1890–1897 : Piotr Nikitin
1897–1899 : Vassili Sergueiévitx
1899–1903 : Adolf Holmsten
1903–1905 : Aleksandr Jdànov
1905–1910 : Ivan Borgmann
1910–1911 : David Grimm
1911–1918 : Erwin Grimm
1918–1919 : Aleksandr Ivanov
1919 : Serguei Jebeliov
1919–1922 : Vladímir Ximkévitx
1922–1926 : Nikolai Derjavin
1926–1927 : Vsévolod Tomaixevski
1927–1930 : Mikhaïl Serebriakov
1930–1932 : Iuri Nikitx-Krilitxevski (director)
1932–1933 : Víktor Seriójnikov (director)
1933–1938 : Mikhaïl Lazurkin (director)
1938–1939 : Konstantín Lukaixov (director)
1939 : Artemi Màrtxenko (director)
1939–1941 : Piotr Zolotukhin (director)
1941–1948 : Aleksandr Voznessenski
1948–1950 : Nikita Domnin
1950–1952 : Aleksei Iliuixin
1952–1964 : Aleksandr Aleksàndrov
1964–1970 : Kiril·l Kondràtiev
1970–1975 : Gleb Makàrov
1975–1986 : Valentín Aleskovski
1986–1993 : Stanislav Merkúriev
1993 (1994)-2008 : Liudmila Verbítskaia
2008- : Nikolai Krópatxev

### Professors destacats
Categoria principal: Professors de la Universitat Estatal de Sant Petersburg
- Mikhaïl Lomonóssov, professor de química i reformador de l'Acadèmia de Ciències de Sant Petersburg (1711-1765)
- Pafnuti Txebixov, professor de matemàtiques (1850 à 1892)
- Aleksei Krilov, matemàtic, enginyer i militar. Director de l'Acadèmia Naval (1919)
- Orest Chwolson, professor de física (1891-1917)
- Leonid Kantoróvitx, professor de matemàtiques (1930-1939), Institut d'Enginyeria de la Construcció Industrial (1945-1970)
- Aleksandr Bútlerov, químic i un dels creadors de la teoria de la química estructural .
- Borís Pariguin, doctor en filosofia, psicologia social i acadèmic.
- Sofia Poliakova, professora de filologia clàssica i especialista en l'Imperi Romà d'Orient i autors de l'Antiguitat grega i romana d'Orient.

### Alumnes destacats
Categoria principal: Alumnes de la Universitat Estatal de Sant Petersburg
El revolucionari rus i primer dirigent de la Unió Soviètica, Vladímir Ilitx Uliànov, Lenin, va ser-ne alumne. L'actual president de Rússia, Vladímir Putin, els primers ministres russos Piotr Stolipin i Dmitri Medvédev, i l'expresidenta de Lituània Dalia Grybauskaitė en són antics alumnes.
Nou graduats de la universitat han estat guardonats amb el Premi Nobel: Ivan Pàvlov (Fisiologia i Medicina, 1904), Ilià Métxnikov (Fisiologia i Medicina, 1908), Nikolai Semiónov (Química, 1956), Lev Landau (Física, 1962), Aleksandr Prókhorov (Física, 1964), Wassily Leontief (Economia, 1973), Leonid Kantoróvitx (Economia, 1975), Joseph Brodsky (Literatura, 1987) i Aleksei Iekímov (Química, 2023). Mentre que els graduats Grigori Perelman i Stanislav Smirnov van rebre la Medalla Fields.
Entre els estudiosos afiliats a la Universitat Estatal de Sant Petersburg hi ha Leonhard Euler, Mikhaïl Lomonóssov, el químic Dmitri Mendeléiev i els matemàtics Aleksandr Aleksàndrov, Aleksandr Barvínok, Abram Bezikóvitx, Lev M. Bregman, Pafnuti Txebixov, Iàkov Eliashberg, Serguei Fomin, Leonid Frankfurt, Israel Gohberg, Alexander Its, Iuri Línnik, Aleksandr Liapunov, Andrei Màrkov, Solomon Mikhlin, Mikhaïl Ostrogradski, Vladímir Rokhlin, Vladímir Smirnov, Serguei Sóbolev, Vladímir Steklov, Jacob Tamarkin i Victor Zalgaller. A més, els físics Vladímir Fok, Lev Rapoport, Elena Besley, Boris Rosing, l'astrofísic Víktor Ambartsumian, els botànics Vladímir Komarov i Vladímir Sukatxov, els fisiòlegs Ivan Sétxenov, Kliment Timiriàzev, els filòsofs i sociòlegs Georgi Gúrvitx i Pitirim Sorokin, l'historiador Rahul Sankrityayan, Ievgueni Tarle, Gregory Areshian i Borís Grékov, els filòlegs Aleksandr Blok, Lev Klejn, Ivan Turguénev, Ilià Txavtxavadze, Lev Sxerba, Vladímir Prop, Víktor Jirmunski, els orientalistes Vassili Struve, Iosif Orbeli, Borís Piotrovski, artistes Nicholas Roerich i Zare Iusupova. El compositor Ígor Stravinski va assistir a la universitat de 1901 a 1905.
El publicista ucraïnès Dmitrò Dontsov va estudiar-hi Dret i la novel·lista nord-americana Ayn Rand va assistir a la universitat de 1920 a 1924, graduant-se amb honors en història.
Aleksandr Alekhin va ser el quart campió mundial d'escacs i Grigori Löwenfisch va ser dues vegades campió d'escacs soviètic, Gennadi Xatkov va ser campió olímpic de boxa i Eduard Vinokurov va ser un esgrimista de sabre olímpic i campió del món. Ióssif Shor, estudiant de l'Escola de Matemàtiques i Mecànica, és conegut com el principal protegit d'Ostap Bender. Igor Artimovitx, programador, pirata informàtic i conegut per ser l'autor d'una botnet anomenada Festi. Iàkov Rekhter és coautor del Border Gateway Protocol. Pàvel Dúrov, fundador de la xarxa social VK,es va graduar al departament de filologia mentre que el seu germà Nikolai Durov, codesenvolupador de Telegram, es va doctorar al departament de matemàtiques. La sociòloga kirguiz Rakhat Achylova va rebre el seu doctorat el 1988.
La mateixa universitat edita una llista dels antics alumnes més famosos.

## Agermanament
- Universitat Europea Viadrina Frankfurt, Frankfurt de l'Oder, Alemanya.
- Universitat de Greifswald, Greifswald, Alemanya.
- Universitat de Paderborn, Paderborn, Alemanya.
- Universitat de Passau, Passau, Alemanya.
- Universitat de Potsdam, Potsdam, Alemanya.
- Universitat de Carleton, Ottawa, Canadà.
- Universitat Chien Hsin de Ciència i Tecnologia, Taoyuan, República de la Xina.
- Universitat Hankuk d'Estudis Estrangers, Seül, Corea del Sud.
- Universitat de Tartu, Tartu, Estònia.
- Universitat George Mason, Fairfax, Estats Units d'Amèrica.
- Universitat de Califòrnia, Califòrnia, Estats Units d'Amèrica.
- Universitat Pierre-Mendès-France, Grenoble, França
- Universitat de Groningen, Groningen, Països Baixos.
- Universitat Kadir Has, Istanbul, Turquia.

## Curiositat
L'asteroide 549706 Spbuni, descobert el 21 de setembre de 2011 per Timur V. Krjačko i Boris Satovski, va ser batejat en honor seu amb el nom de la universitat.